# Lijst van personen uit Santiago
Deze lijst geeft een overzicht van personen die geboren zijn in de Chileense hoofdstad Santiago en een artikel hebben op de Nederlandstalige Wikipedia. De lijst is gerangschikt naar geboortedatum.

## Geboren in Santiago

### Voor 1800
- Agustín Eyzaguirre (1768-1837), president van Chili (1814, 1826-1827)
- Francisco Ramón Vicuña Larraín (1775-1849), president van Chili (1829)
- Fernando Errázuriz (1777-1841), president van Chili (1831)
- Francisco de la Lastra (1777-1852), staatshoofd van Chili (1814)
- Francisco Antonio Pinto (1785-1858), president van Chili (1827-1829)
- Ramón Freire (1787-1851), president van Chili (1823-1826, 1827)
- José Tomás Ovalle (1787-1831), president van Chili (1829-1830)

### 1800-1849
- José Joaquín Pérez (1801-1889), president van Chili (1861-1871)
- Aníbal Pinto (1825-1884), president van Chili (1876-1881)
- Domingo Santa María (1825-1889), president van Chili (1881-1886)
- Federico Errázuriz Zañartu (1825-1877), president van Chili (1871-1876)
- Ramón Barros Luco (1835-1919), president van Chili (1910-1915)
- Elías Fernández Albano (1845-1910), president van Chili (1910)
- Pedro Montt Montt (1849-1910), president van Chili (1906-1910)

### 1850-1899
- Federico Errázuriz Echaurren (1850-1901), president van Chili (1896-1901)
- Luis Barros Borgoño (1858-1941), president van Chili (1925)
- Juan Luis Sanfuentes Andonaegui (1858-1930), president van Chili [1915-1920)
- Emiliano Figueroa (1866-1931), president van Chili (1910, 1925-1927)
- Emilio Bello Codesido (1868-1963), president van Chili (1925)
- Agustín Edwards Mac Clure (1878-1941), voorzitter van de Volkenbond, advocaat, bankier, zakenman, diplomaat, politicus en uitgever
- Juan Esteban Montero Rodríguez (1879-1948), president van Chili (1931, 1931-1932)
- Arturo Puga (1879-1970), voorzitter Junta
- Jorge Alessandri (1896-1986), president van Chili (1958-1962)
- Vicente Merino Bielich (1899-1977), president van Chili (1946)

### 1900-1949

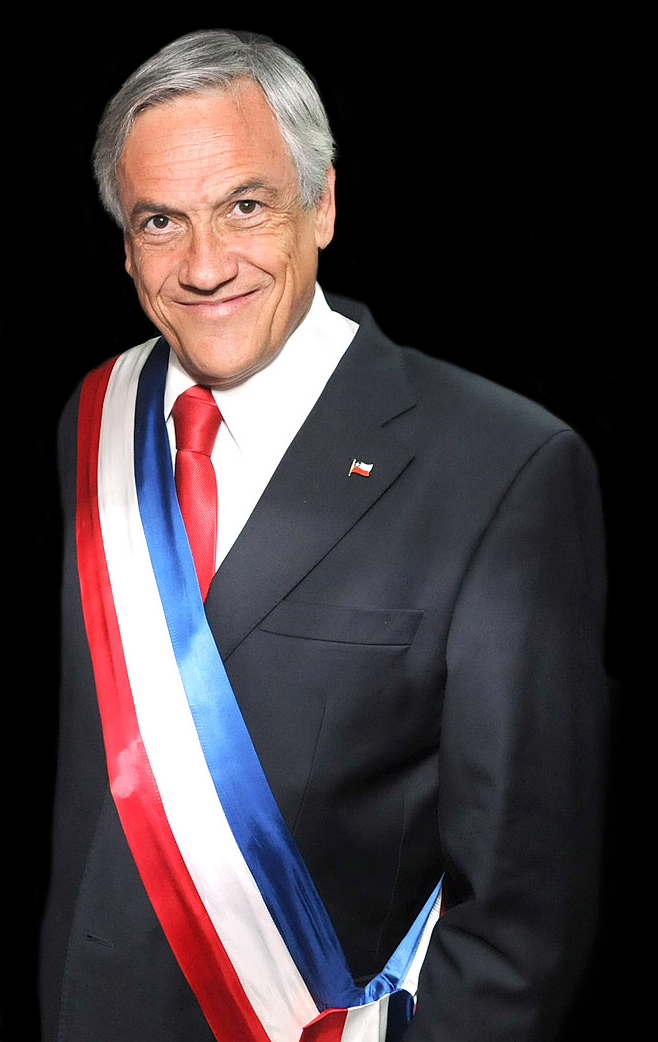
President Sebastián Piñera (1949-2024)

- Roberto Matta (1911-2002), architect, schilder en beeldhouwer
- Eduardo Frei Montalva (1911-1982), president van Chili (1964-1970)
- Juan Orrego-Salas (1919-2019), componist, muziekpedagoog en dirigent
- Gisela Söhnlein (1921-2021), Nederlands verzetsstrijdster
- Arturo Alessandri Besa (1923-2022), advocaat, zakenman en politicus
- Jorge Medina Estévez (1926-2021), kardinaal
- Humberto R. Maturana (1928-2021), bioloog
- Leonel Sanchez (1936-2022), voetballer
- Ricardo Lagos (1938), president van Chili (2000-2006), jurist, econoom en politicus
- Francisco Javier Errázuriz Talavera (1942-2024), politicus
- Eduardo Frei Ruiz-Tagle (1942), president van Chili (1994-2000), ingenieur en politicus
- Bruno Stagno (1943), architect en hoogleraar
- Gastón Castro (1948), voetbalscheidsrechter
- Sebastián Piñera (1949-2024), president van Chili (2010-2014, 2018-2022)

### 1950-1959
- Carlos Caszely (1950), voetballer

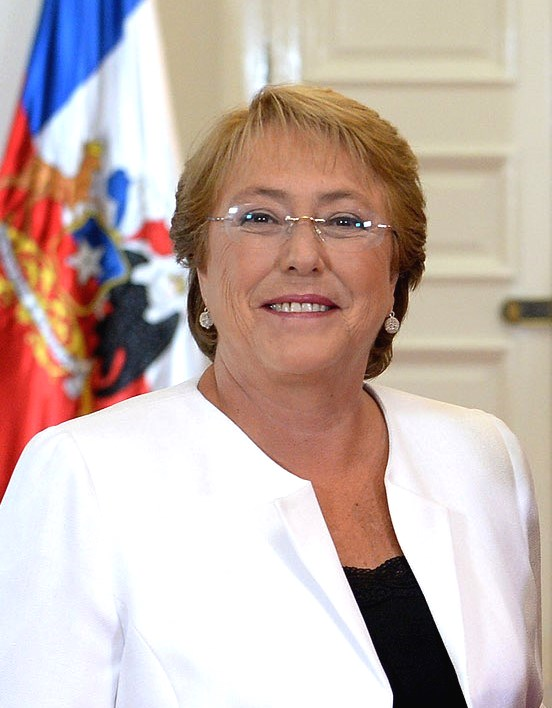
President Michelle Bachelet (1951)

- Mario Soto (1950), voetballer en voetbalcoach
- Miguel Ángel Gamboa (1951), voetballer en voetbalcoach
- Michelle Bachelet (1951), president van Chili (2006-2010, 2014-2018)
- Manuel Rojas (1954), voetballer en voetbalcoach
- Eliseo Salazar (1954), autocoureur
- Eduardo Bonvallet (1955), voetballer en voetbalcoach
- Juan Carlos Orellana (1955-2022), voetballer
- Óscar Wirth (1955), voetballer en voetbalcoach
- Marco Cornez (1957-2022), voetballer
- Lizardo Garrido (1957), voetballer
- Héctor Hoffens (1957), voetballer
- Roberto Rojas (1957), voetballer
- Jorge Aravena (1958), voetballer en voetbalcoach
- Francisco Ugarte (1959), voetballer

### 1960-1969
- Fernando Astengo (1960), voetballer
- Sandrino Castec (1960-2024), voetballer
- Patricio Toledo (1962), voetballer
- Juvenal Olmos (1962), voetballer en voetbalcoach
- Hugo González (1963), voetballer
- Jaime Vera (1963), voetballer
- Rubén Ignacio Martínez (1964), voetballer
- Jaime Pizarro (1964), voetballer en voetbalcoach
- Cristián Bustos (1965), triatleet
- Marcelo Ramírez (1965), voetballer
- Ivo Basay (1966), voetballer en voetbalcoach
- José Antonio Kast (1966), jurist en politicus
- Fabián Estay (1968), voetballer
- Fabián Guevara (1968), voetballer
- José Luis Sierra (1968), voetballer en voetbalcoach
- Lukas Tudor (1969), voetballer

### 1970-1979

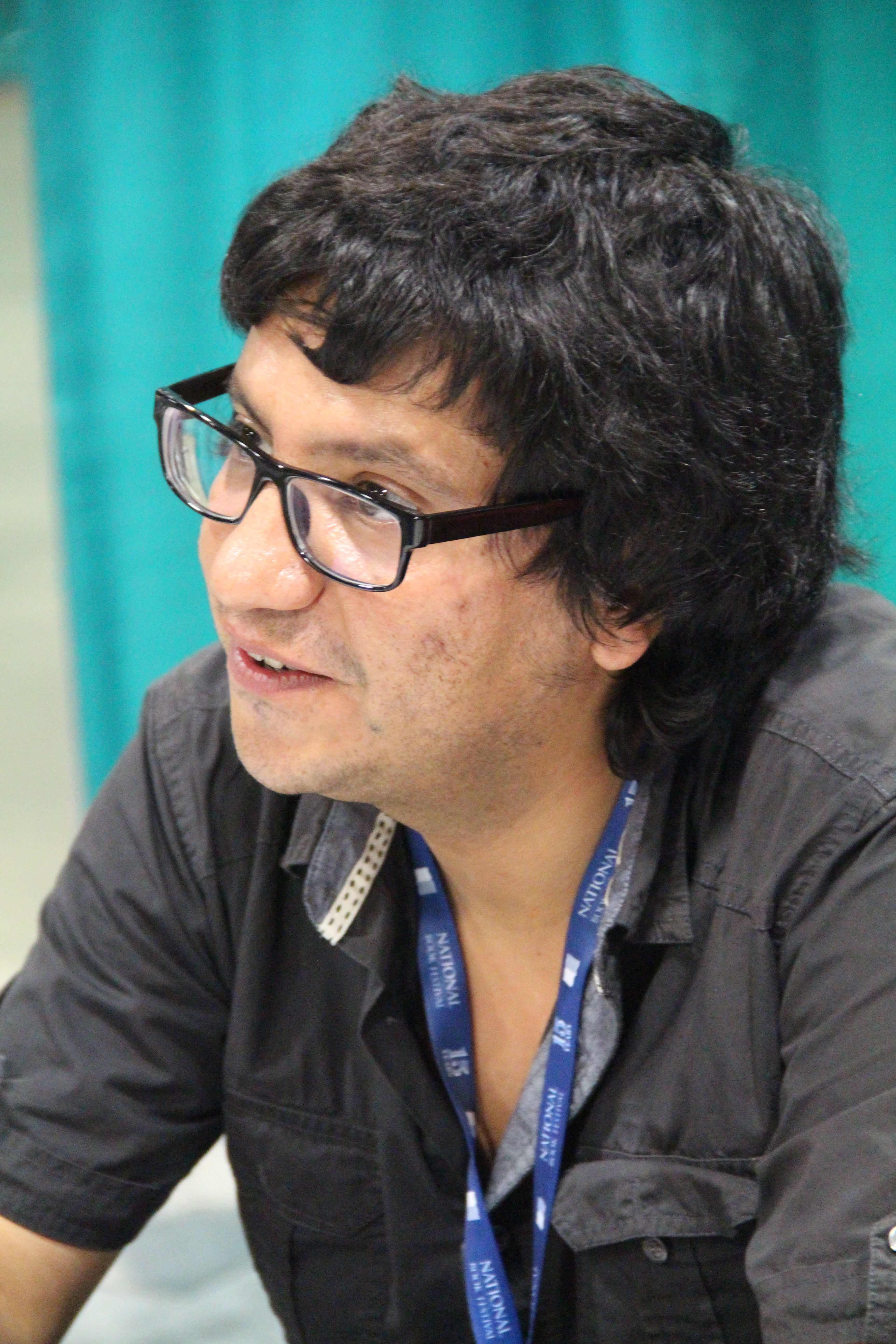
Schrijver Alejandro Zambra (1975)

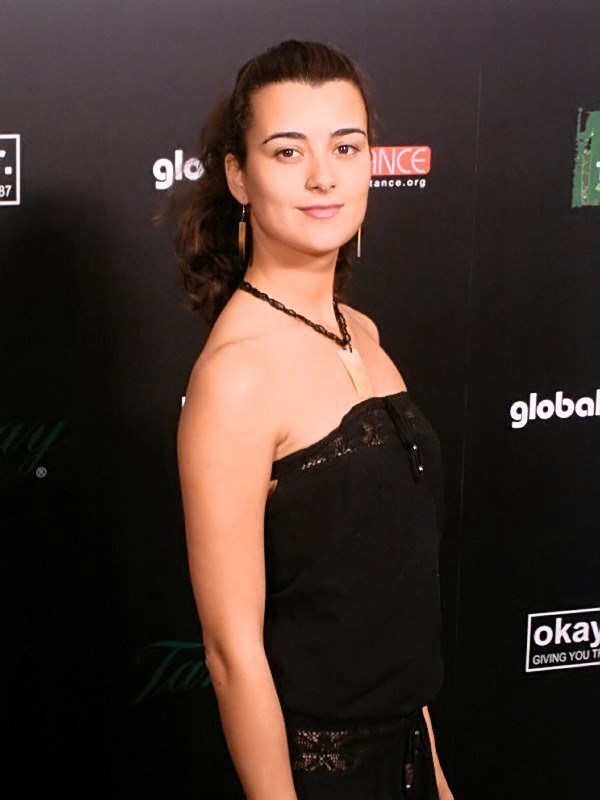
Actrice Cote de Pablo (1979)

- Rodrigo Barrera (1970), voetballer
- Rodrigo Goldberg (1971), voetballer
- Alejandro Amenábar (1972), Spaans filmregisseur
- Matías Brain (1974), triatleet
- Blanca Lewin (1974), actrice
- Enrique Osses (1974), voetbalscheidsrechter
- Pedro Pascal (1975), acteur
- Marcelo Ríos (1975), tennisser
- Francisco Fernández Torrejón (1975), voetballer
- Alejandro Zambra (1975), schrijver
- Pablo Larraín (1976), filmregisseur, scenarioschrijver en filmproducent
- Jorge Francisco Vargas (1976), voetballer
- Héctor Tapia (1977), voetballer
- Pablo Contreras (1978), voetballer
- Mark Tullo (1978), golfer
- Cote de Pablo (1979), actrice

### 1980-1989
- Fernando González (1980), tennisser
- Milovan Mirošević (1980), voetballer
- Esteban Paredes (1980), voetballer
- Felipe Van de Wyngard (1981), triatleet
- Paul Capdeville (1983), tennisser
- Gonzalo Fierro (1983), voetballer
- Jean Beausejour (1984), voetballer
- Luis Jiménez (1984), voetballer
- Juan Gonzalo Lorca (1985), voetballer
- Sebastián Pinto (1986), voetballer
- Gary Medel (1987), voetballer
- Arturo Vidal (1987), voetballer
- Eduardo Vargas (1989), voetballer

### 1990-1999
- Noelle Barahona (1990), alpineskiester
- Juan Cornejo (1990), voetballer
- Marit Dopheide (1990), Nederlands atlete
- Esteban Grimalt (1991), beachvolleyballer
- Nicolás Castillo (1993), voetballer
- Roberto Saldías (1993), voetballer
- Ángelo Henríquez (1994), voetballer
- Dominique Ohaco (1995), freestyleskiester
- Sebastián Vegas (1996), voetballer